# 1084 Tamariwa
Tamariwa (asteróide 1084) é um asteróide da cintura principal com um diâmetro de 27,19 quilómetros, a 2,3353114 UA. Possui uma excentricidade de 0,13167 e um período orbital de 1 610,96 dias (4,41 anos).
Tamariwa tem uma velocidade orbital média de 18,16196159 km/s e uma inclinação de 3,89354º.
Esse asteróide foi descoberto em 12 de Fevereiro de 1926 por Sergei Belyavsky.